# تشارلز هال ديلون
تشارلز هال ديلون (بالإنجليزية: Charles Hall Dillon)‏ هو قاضي ومحامي وسياسي أمريكي، ولد في 18 ديسمبر 1853 في الولايات المتحدة، وتوفي بنفس المكان في 15 سبتمبر 1929. حزبياً، نشط في الحزب الجمهوري. انتخب عضو مجلس النواب الأمريكي.